# Superliga Brasileira de Voleibol Feminino de 1996–97
A Superliga Brasileira de Voleibol Feminino de 1996-97 foi a terceira edição da competição com esta nomenclatura do Campeonato Brasileiro de Voleibol Feminino, um torneio realizado a partir  1 de dezembro de 1996 à 13 de abril de 1997 por dez equipes representando quatro estados.

## Equipes participantes
As dez equipes que participaram desta edição foramː
 Bonja/Datasul, Joinville/SC

 Londrina/Ametur, Londrina/PR

 BCN Osasco, Osasco/SP

 MRV/Minas, Belo Horizonte/MG

 Blue Life/Pinheiros, São Paulo/SP

 JC Amaral/Recra, Ribeirão Preto/SP

 Mizuno/Uniban/São Caetano, São Caetano do Sul/SP

 Leites Nestlé, Sorocaba/SP

  Marco XX/Estrela/Divinópolis, Divinópolis/MG

 Tietê Vôlei Clube, Tietê/SP

## Regulamento
- Fase Classificatória:A primeira fase da Superliga foi realizada com a participação de dez equipes. A competição foi dividida em duas fases. Na primeira, as equipes jogaram entre si, em turno e returno, realizando 18 partidas cada uma.

- Playoffs:As oito melhores colocadas avançaram às quartas-de-final (melhor de três jogos), obedecendo ao seguinte cruzamento: 1º x 8º, 2º x 7º, 3º x 6º e 4º x 5º, em playoffs melhor de três jogos.

As quatro equipes vencedoras avançaram às semifinais (melhor de cinco jogos), respeitando o seguinte critério: o vencedor do jogo entre o 1º e o 8º enfrentará o do jogo entre o 4º e o 5º, e o ganhador da partida entre o 2º e o 7º terá pela frente o do confronto entre o 3º e o 6º. Os dois times vencedores disputaram o título na final, também em uma série melhor de cinco jogos.

## Final

### Primeira partida
| 6 de abril de 1997 Relatório | Mizuno/Uniban/São Caetano | 1 — 3                   | Leites Nestlé | Lauro Gomes, São Caetano do Sul Público: 4 000 |
| 6 de abril de 1997 Relatório | 10 9 16 3                 | Set 1 Set 2 Set 3 Set 4 | 15 14 15      | Lauro Gomes, São Caetano do Sul Público: 4 000 |

### Segunda partida
| 10 de abril de 1997 19ː00 Relatório Rede Record | Leites Nestlé | 3 — 1                   | Mizuno/Uniban/São Caetano | Ginásio Municipal Gualberto Moreira, Sorocaba |
| 10 de abril de 1997 19ː00 Relatório Rede Record | 11 15 10 13   | Set 1 Set 2 Set 3 Set 4 | 15 13 15                  | Ginásio Municipal Gualberto Moreira, Sorocaba |

### Terceira partida
| 13 de abril de 1997 19ː00 Relatório Rede Record | Leites Nestlé | 3 — 0             | Mizuno/Uniban/São Caetano | Ginásio Municipal Gualberto Moreira, Sorocaba |
| 13 de abril de 1997 19ː00 Relatório Rede Record | 15            | Set 1 Set 2 Set 3 | 8 12                      | Ginásio Municipal Gualberto Moreira, Sorocaba |

## Premiações
| Superliga 1996/1997                          |
| São Paulo                                    |
| -------------------------------------------- |
| Leites Nestlé Campeão (3° título Brasileiro) |

### Individuais
As atletas que se destacaram individualmente na edição foramː
| MVP                   | Não houve atleta premiada | -                         |
| Revelação             | Não houve atleta premiada | -                         |
| Melhor Ataque         | Karin Rodrigues           | Leites Nestlé             |
| Melhor Bloqueio       | Arlene Xavier             | Blue Life/Pinheiros       |
| Melhor Saque          | Claudenice "Neneca"       | Bonja/Datasul             |
| Melhor Recepção/Passe | Vera Mossa                | Mizuno/Uniban/São Caetano |
| Melhor Defesa         | Fernanda Venturini        | Leites Nestlé             |
| Melhor Levantadora    | Fernanda Venturini        | Leites Nestlé             |
| Maior Pontuadora      | Ana Moser                 | Mizuno/Uniban/São Caetano |